# Мањина
Мањина је појам који се односи на групу, или чланове групе, која је знатно мања од доминантне у заједници или има мању моћ и утицај. Често се појам односи на групе које имају изражене разлике у односу на доминантну групу у смислу расе, вере, етницитета или политичког и културног идентитета, што за њих може бити снажан кохезивни фактор. Користећи оквир интерсекционалности, важно је препознати да појединац може истовремено бити члан више мањинских група (нпр. и расне и верске мањине). Исто тако, појединци могу такође бити део мањинске групе у погледу неких карактеристика, али део доминантне групе у погледу других.
Термин „мањинска група“ често се јавља у дискурсу грађанских права и колективних права, пошто су припадници мањинских група склони различитом третману у земљама и друштвима у којима живе. Чланови мањинских група се често суочавају са дискриминацијом у више области друштвеног живота, укључујући становање, запошљавање, здравствену заштиту и образовање, између осталог. Док дискриминацију могу чинити појединци, она се такође може десити кроз структуралне неједнакости, у којима права и могућности нису свима једнако доступни. Језик мањинских права се често користи да се расправља о законима који су осмишљени да заштите мањинске групе од дискриминације и да им омогуће једнак друштвени статус као доминантној групи.

## Дефиниције

### Социолошка дефиниција
Луис Вирт је дефинисао мањинску групу као „групу људи који су, због својих физичких или културних карактеристика, издвојени од осталих у друштву у којем живе ради различитог и неједнаког третмана, и који стога себе сматрају објектом колективнe дискриминацијe“. Дефиниција укључује и објективне и субјективне критеријуме: чланство у мањинској групи објективно приписује друштво, на основу физичких или бихевиоралних карактеристика појединца; субјективно га примењују и његови чланови, који свој статус могу користити као основу групног идентитета или солидарности. Дакле, статус мањинске групе је категоричан: појединац који показује физичке карактеристике или карактеристике понашања дате мањинске групе добија статус те групе и подлеже истом третману као и остали чланови те групе.
Џо Фиџин, наводи да мањинска група има пет карактеристика: (1) да трпи дискриминацију и подређеност, (2) физичке и/или културне особине које их издвајају, а које доминантна група не одобрава, (3) заједнички осећај колективног идентитета и заједничка оптерећења, (4) друштвено заједничка правила о томе ко припада, а ко не одређује статус мањине, и (5) склоност склапању брака унутар групе.

#### Критике
Постоји контроверза око употребе речи мањина, јер има генеричку и академску употребу. Уобичајена употреба термина указује на статистичку мањину; међутим, академици је користе у смислу разлика у моћи међу групама, а не разлика у величини популације међу групама.
Наведена критика заснива се на идеји да се група може сматрати мањином чак и ако укључује толики број људи да бројчано није мањина у друштву.
Неки социолози су критиковали концепт „мањине/већине“, тврдећи да ова језичка конструкција искључује или занемарује променљиве или нестабилне културне идентитете, као и културну припадност преко националних граница. Као такав, термин историјски искључене групе се често користи на сличан начин да се истакне улога историјског угњетавања и доминације, и како то резултира недостатком заступљености одређених група у различитим областима друштвеног живота.

### Политичка дефиниција
Термин национална мањина се често користи за дискусију о мањинским групама у међународној и националној политици. Све земље имају одређени степен расне, етничке или језичке разноликости. Поред тога, мањине могу бити и имигрантске, домородачке или номадске заједнице без земље. Ово често резултира варијацијама у језику, култури, веровањима, пракси, које неке групе издвајају од доминантне групе. Како се ове разлике обично доживљавају негативно, то резултира губитком друштвене и политичке моћи за припаднике мањинских група.
У међународном праву не постоји законска дефиниција националних мањина, иако је заштита мањинских група дефинисана Декларацијом Уједињених нација о правима припадника националних или етничких, верских и језичких мањина. Међународно кривично право може заштитити права расних или етничких мањина на неколико начина. Право на самоопредељење је кључно питање. Савет Европе регулише мањинска права у Европској повељи о регионалним или мањинским језицима и Оквирној конвенцији за заштиту националних мањина.
На неким местима, подређене етничке групе могу чинити бројчану већину, као што су Црнци у Јужној Африци под апартхејдом. У Сједињеним Државама, на пример, белци који нису латино порекла чине већину (63,4%), а све друге расне и етничке групе (Мексиканци, Афроамериканци, Азијски Американци, Амерички Индијанци и Хавајски староседеоци) су класификовани као „мањине“. Ако популација нехиспанских белаца падне испод 50%, та група ће бити само множина, а не већина.